# Takayuki Fukumura
Takayuki Fukumura (福村 貴幸 Fukumura Takayuki?, nacido el 22 de diciembre de 1991 en Osaka) es un futbolista japonés que se desempeña como defensa.

## Trayectoria

### Clubes
| Club            | País  | Año         |
| --------------- | ----- | ----------- |
| Kyoto Sanga FC  | Japón | 2010 - 2015 |
| Shimizu S-Pulse | Japón | 2015 - 2016 |
| FC Gifu         | Japón | 2017 -      |

## Estadística de carrera

### J. League
| Club            | Año   | J. League | J. League | Copa J. League | Copa J. League | Total | Total |
| Club            | Año   | Part.     | Goles     | Part.          | Goles          | Part. | Goles |
| --------------- | ----- | --------- | --------- | -------------- | -------------- | ----- | ----- |
| Kyoto Sanga FC  | 2010  | 0         | 0         | 0              | 0              | 0     | 0     |
| Kyoto Sanga FC  | 2011  | 19        | 0         | -              | -              | 19    | 0     |
| Kyoto Sanga FC  | 2012  | 37        | 0         | -              | -              | 37    | 0     |
| Kyoto Sanga FC  | 2013  | 41        | 1         | -              | -              | 41    | 1     |
| Kyoto Sanga FC  | 2014  | 18        | 1         | -              | -              | 18    | 1     |
| Kyoto Sanga FC  | 2015  | 0         | 0         | -              | -              | 0     | 0     |
| Shimizu S-Pulse | 2015  | 14        | 0         | 4              | 0              | 18    | 0     |
| Shimizu S-Pulse | 2016  | 13        | 0         | -              | -              | 13    | 0     |
| FC Gifu         | 2017  | 38        | 1         | -              | -              | 38    | 1     |
| Total           | Total | 180       | 3         | 4              | 0              | 184   | 3     |